# Eurya pyracanthifolia
Eurya pyracanthifolia är en tvåhjärtbladig växtart som beskrevs av Ping Sheng Hsu. Eurya pyracanthifolia ingår i släktet Eurya och familjen Pentaphylacaceae. Inga underarter finns listade i Catalogue of Life.